# Бернадет Соч
Бернадет-Синтия Соч (на унгарски: Bernadette-Cynthia Szőcs; родена на 4 март 1995 г. в Търгу Муреш) е румънска професионална състезателка по тенис на маса, етническа унгарка.
През февруари 2010 г. поради липсата на финансова подкрепа в Румъния Соч се кани да се мести и състезава за Норвегия. Според родителите ѝ те инвестират голямо количество пари, за да са сигурни, че Бернадет има най-добрата състезателна програма. Те обаче не получават никаква подкрепа от националната асоциация или спонсори. Соч накрая остава в Румъния, въпреки че финансовите проблеми не са разрешени. През септември 2011 г. пътува до Аржентина за световния младежки кръг на нейни разноски, тъй като румънската федерация отказва да плати пътуването поради липса на средства. Това, обаче, не възпира Бернадет, която спечелва турнира като надминава Касуми Ишикава, за да достигне до топ позиция в състезателните серии. Играе с дясна ръка.
През юли 2012 г. е на 5-о място в младежката класация на Световната федерация по тенис на маса.

## Личен живот
Соч идва от унгарското малцинство в Румъния. Бернадет иман по-възрастен брат, Хунор, който също е играч на тенис на маса. Техният баща и мениджър Янос Соч свири на кийборд в рок групата Autostop MS. Понастоящем живее в Бистрица, Румъния.